# مایکل موتسل
مایکل موتسل (انگلیسی: Michael Mutzel؛ زادهٔ ۲۷ سپتامبر ۱۹۷۹) بازیکن فوتبال اهل آلمان است.
از باشگاه‌هایی که در آن بازی کرده‌است می‌توان به باشگاه فوتبال آگسبورگ، باشگاه فوتبال وولفسبورگ، باشگاه فوتبال کارلسروهه، باشگاه فوتبال آینتراخت فرانکفورت، و باشگاه فوتبال اشتوتگارت اشاره کرد.